# Castiarina parvula
Castiarina parvula es una especie de escarabajo del género Castiarina, familia Buprestidae. Fue descrita científicamente por Deuquet en 1956.